# (550) Senta
(550) Senta est un astéroïde de la ceinture principale.

## Description
(550) Senta est un astéroïde de la ceinture principale découvert par Max Wolf le 16 novembre 1904 à Heidelberg. 
Il a été ainsi baptisé en référence au personnage féminin Senta (sv) de l'opéra Le Vaisseau fantôme de Richard Wagner (1813-1883), compositeur allemand.